# Carebara reticapita
Carebara reticapita (лат.) — вид очень мелких муравьёв рода Carebara из подсемейства Myrmicinae (Formicidae). Китай.

## Описание
Мелкие муравьи желтовато-коричневого цвета. От близких видов (например, от Carebara hunanensis) отличается следующими признаками: голова прямоугольная с тонкой сетчатостью, длина явно больше её ширины, дорзум груди немного выпуклый, промезонотум выпуклый и выше, чем проподеум. Сложные глаза солдат из 1—3 фасеток, оцеллии отсутствуют. Затылочные углы головы без выступов-рогов. Длина тела 1—2 мм. Проподеум угловатый,  с парой острых зубцов. Усики солдат и рабочих 9-члениковые с 2-члениковой булавой. Скапус короткий.  Мандибулы с 5 зубцами. Нижнечелюстные щупики состоят из 2 члеников, нижнегубные из 2. Имеют диморфичную касту рабочих с мелкими рабочими и крупными солдатами. Стебелёк между грудкой и брюшком состоит из двух члеников: петиолюса и постпетиолюса (последний четко отделен от брюшка), жало развито, куколки голые (без кокона).

## Систематика
Вид был описан в 2003 году по материалам из Китая китайским энтомологом профессором Ж. Сю (Zhenghui Xu), под первоначальным названием Oligomyrmex reticapitus   Xu, 2003.  Относят к трибе Solenopsidini.